# Poopó
 Ovo je glavno značenje pojma Poopó. Za članak o jezeru pogledajte Poopó (jezero).
Poopó je naselje u Boliviji, u bolivijskom departmanu Oruro, na obali jezere Poopó, te se nalazi na nadmorskoj visini od 3.758m i ima oko 1.900 stanovnika.
Grad Poopó je i središte istoimene provincije.